# Песчанка (Новосибирская область)
Песчанка — исчезнувшая деревня в Барабинском районе Новосибирской области. Входила в состав Устьянцевского сельсовета. Исключена из учетных данных в 2009 г.

## География
Площадь деревни — 4 гектара.

## История
Основана в 1856 г. В 1926 году состояла из 102 хозяйств. Центр Песчанского сельсовета Барабинского района Барабинского округа Сибирского края.

## Инфраструктура
В деревне по данным на 2007 год в селе отсутствовала социальная инфраструктура.